# Gare de Monsempron-Libos
Gare de Monsempron-Libos vasútállomás Franciaországban, Monsempron-Libos településen.

## Vasútvonalak
Az állomást az alábbi vasútvonalak érintik:
- Niversac-Agen-vasútvonal

## Kapcsolódó állomások
A vasútállomáshoz az alábbi állomások vannak a legközelebb:
- Gare de Sauveterre-la-Lémance
- Gare de Trentels-Ladignac